# Laura Samuel
Laura Samuel (ur. 19 lutego 1991) – brytyjska lekkoatletka specjalizująca się w trójskoku.
W 2010 została w Moncton wicemistrzynią świata juniorek. Cztery lata później zdobyła dla reprezentacji Anglii srebrny medal igrzysk Wspólnoty Narodów.
Wielokrotna złota medalistka mistrzostw Wielkiej Brytanii.
Rekordy życiowe w trójskoku: hala – 13,66 (15 lutego 2015, Sheffield); stadion – 14,09 (29 lipca 2014, Glasgow). 

## Osiągnięcia
| Rok  | Impreza                                 | Miejsce    | Pozycja           | Wynik | Reprezentacja |
| ---- | --------------------------------------- | ---------- | ----------------- | ----- | ------------- |
| 2010 | Mistrzostwa świata juniorów             | Moncton    | 2. miejsce        | 13,75 | GBR           |
| 2014 | Igrzyska Wspólnoty Narodów              | Glasgow    | 2. miejsce        | 14,09 | ENG           |
| 2015 | Superliga drużynowych mistrzostw Europy | Czeboksary | 4. miejsce        | 14,06 | GBR           |
| 2016 | Mistrzostwa Europy                      | Amsterdam  | el. – 15. miejsce | 13,65 | GBR           |